# 山梨県道27号韮崎昇仙峡線
山梨県道27号韮崎昇仙峡線（やまなしけんどう27ごう にらさきしょうせんきょうせん）は、山梨県韮崎市から甲府市昇仙峡に至る県道（主要地方道）である。昇仙峡ラインの愛称がある。

## 概要
韮崎市から昇仙峡まで至る路線である。途中、中央自動車道韮崎インターチェンジがあるため、インターへのアクセス道路としても利用される。
また、国道141号との交差点は渋滞スポットである。インターよりも山側は狭隘区間が連続している。

### 路線データ
- 起点：山梨県韮崎市本町一丁目（本町交差点、山梨県道6号甲府韮崎線・山梨県道17号茅野北杜韮崎線交点）
- 終点：山梨県甲府市御岳町（昇仙峡、山梨県道7号甲府昇仙峡線終点）
- 延長：約14km

## 歴史
- 1982年（昭和57年）4月1日 - 建設省（現・国土交通省）が主要地方道に指定[2]。
- 1983年（昭和58年）3月10日 - 山梨県が路線認定（整理番号27）[3]
- 1993年（平成5年）5月11日 - 建設省から、主要県道韮崎昇仙峡線が韮崎昇仙峡線として主要地方道に再指定される[4]。

## 路線状況

### 別名
- 昇仙峡ライン（甲府市、韮崎市）

### 重複区間
- 山梨県道616号島上条宮久保絵見堂線（韮崎市穂坂町宮久保 地内）

## 地理

### 通過する自治体
- 韮崎市
- 甲斐市
- 甲府市

### 交差する道路
- 山梨県道6号甲府韮崎線・山梨県道17号茅野北杜韮崎線（韮崎市本町・本町交差点、起点）
- 国道141号（韮崎市藤井町南下條・東中学校前交差点）
- 中央自動車道韮崎インターチェンジ
- 山梨県道616号島上条宮久保絵見堂線（韮崎市穂坂町宮久保・宮久保交差点）
- 山梨県道616号島上条宮久保絵見堂線（韮崎市穂坂町宮久保）
- 山梨県道101号敷島竜王線（甲斐市下福沢）
- 山梨県道7号甲府昇仙峡線（甲府市御岳町、終点）

### 沿線にある施設など
- 韮崎駅
- 山梨県立韮崎高等学校
- 韮崎市立韮崎東中学校
- 東京エレクトロン
- 韮崎穂坂団地
- 韮崎市立穂坂小学校
- 韮崎市立穂坂保育園
- スポーツランド山梨
- 敷島カントリークラブ
- 金櫻神社